# Vlag van Tuvalu
De vlag van Tuvalu bestaat uit een blauw veld met negen gele sterren; in het kanton staat de Britse vlag. De vlag werd op 1 oktober 1978 aangenomen.

## Ontwerp en symboliek
De vlag is een variant op de Britse blue ensign, met als belangrijk verschil dat een andere (lichtere) tint blauw gebruikt wordt, mogelijk als verwijzing naar de tropische wateren rondom de archipel. De negen sterren op de vlucht staan voor de negen eilanden van het archipel; de sterren op de vlag zijn zo gerangschikt dat ze de geografische ligging van de eilanden weergeven. Elke ster neemt ongeveer een twaalfde van de breedte van de vlag in. De vlag van het Verenigd Koninkrijk in het kanton staat voor de band met het Gemenebest.
|  |  |

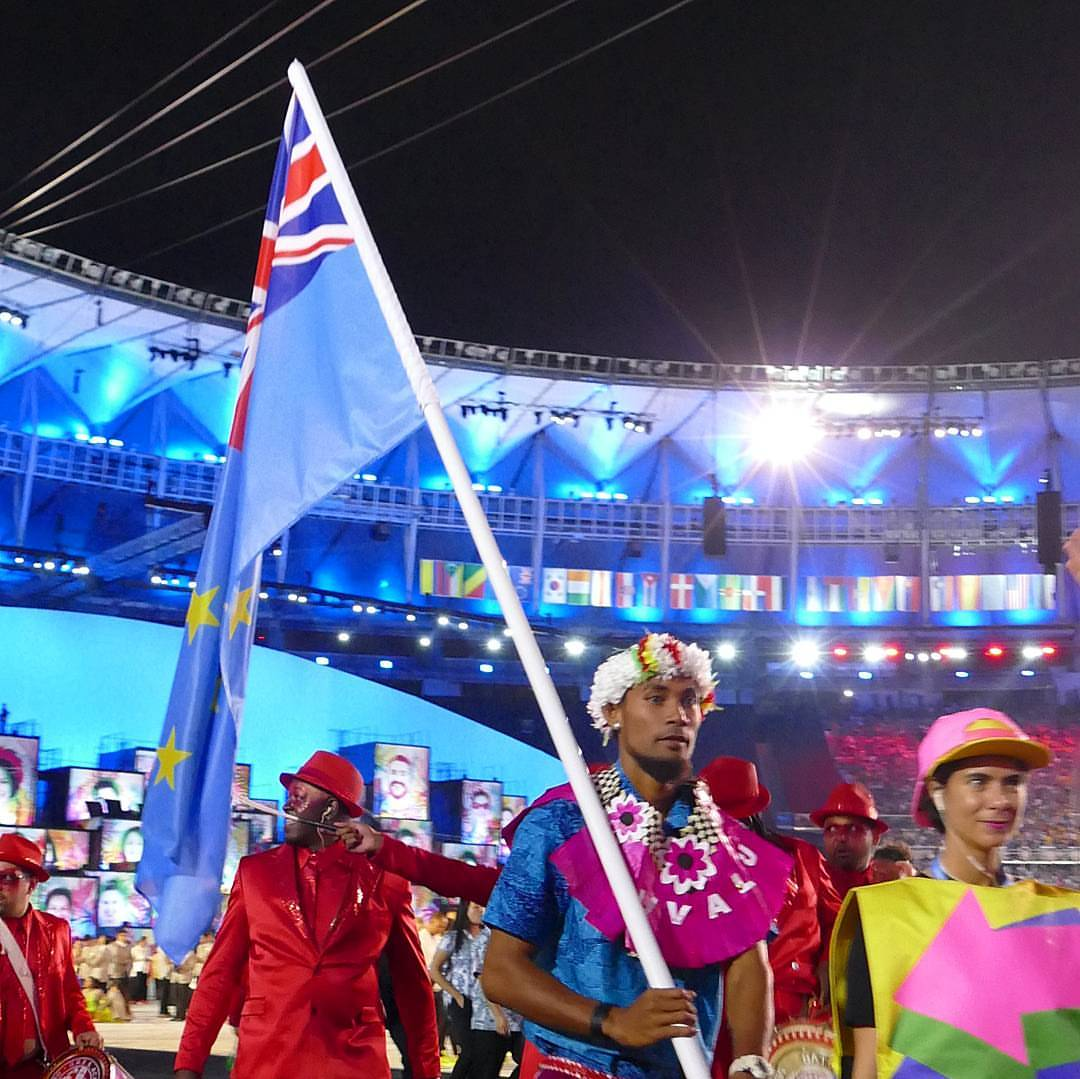
De vlag van Tuvalu tijdens de openingsceremonie van de Olympische Spelen in 2016.

De dienstvlag van Tuvalu toont in aanvulling op de 'gewone' nationale vlag ook het Tuvaluaanse wapen. Deze vlag wordt gebruikt door de overheid en zijn vertegenwoordigers. De dienstvlag wappert ook van de ambassade van Tuvalu in Suva, Fiji, de enige ambassade die Tuvalu heeft.

## Geschiedenis
De naam "Tuvalu" betekent "acht samen", verwijzend naar de acht eilanden die bewoond waren. In oktober 1995 werd een van de sterren op de vlag verwijderd om in overeenstemming te zijn met de naam van het land. In januari 1996 werd de vlag vervangen door een nieuwe die niet gebaseerd was op de Britse vlag, maar de acht sterren werden behouden. Deze vlag viel echter niet in de smaak bij de inwoners, die vonden dat het een stap was in de richting van het vervangen van de populaire Tuvaluaanse monarchie door een republiek. Bij een incident hakten de inwoners van Niutao, een van de negen atollen van Tuvalu, de vlaggenmast om zodra de nieuwe vlag werd gehesen. De oude vlag werd in 1997 weer in ere hersteld, met alle negen sterren. Bevolkingsdruk heeft er sindsdien toe geleid dat het negende eiland zich heeft gevestigd.
| Vexillologisch symbool voor een buiten gebruik gestelde vlag | Vexillologisch symbool voor een buiten gebruik gestelde vlag | Vexillologisch symbool voor een buiten gebruik gestelde vlag |
| Vexillologisch symbool voor een buiten gebruik gestelde vlag | Vexillologisch symbool voor een buiten gebruik gestelde vlag | Vexillologisch symbool voor een buiten gebruik gestelde vlag |